# Ioan Teodorovici
Ioan Teodorovici (n. circa 1780, Banat — d. 1845, Budapesta) a fost un cărturar iluminist și cleric ortodox originar din Banat care a activat la Budapesta, fiind un apropiat colaborator al lui Petru Maior.
A îndeplinit funcțiile de cenzor și revizor la Tipografia Universității din Buda, iar în 1825 a finalizat, împreună cu fratele său, Lexiconul de la Buda, rămas neterminat după moartea lui Petru Maior. Între anii 1809-1845 a fost preot slujitor în limba română la Catedrala Ortodoxă Adormirea Maicii Domnului din Budapesta, perioadă în care a desfășurat o bogată activitate tipografică, traducând din franceză, germană și slavo-sârbă lucrări pentru educarea tinerilor.